# Hipón
Hipón (griego: Ἵππων, Hippon, Siglo V) fue un filósofo griego presocrático. Se le describe varias veces como procedente de Regio, Metaponto, Samos, y Crotona, y es posible que haya más de un filósofo con este nombre.

## Filosofía
A pesar de ser un filósofo natural, Aristóteles se negó a colocarlo entre los otros grandes filósofos presocráticos "debido a la tontería de su pensamiento".  En algún momento Hipón fue acusado de ateísmo, pero como sus obras han desaparecido, no podemos estar seguros de por qué fue así acusado. También fue acusado de impiedad por el poeta cómico Cratino en su Panopta, y según Clemente de Alejandría, Hipón supuestamente ordenó que los siguientes versos se inscribieran en su tumba:

He aquí la tumba de Hipón, que en su muerte

el destino hizo igual a los dioses inmortales.

Según Hipólito de Roma, Hipón sostuvo que el agua y el fuego eran los elementos primarios, el fuego emanaba del agua, y después se desarrollaba generando el universo. Simplicio también decía que Hipón pensó que el agua era el principio de todas las cosas. La mayoría de los relatos de su filosofía sugieren que estaba interesado en asuntos biológicos. Pensó que hay un nivel adecuado de humedad en todos los seres vivos, y la enfermedad se produce cuando la humedad está fuera de equilibrio. También vio el alma como surgiendo de la mente y el agua. Un escolio medieval sobre las nubes de Aristófanes atribuye a Hipón la visión de que los cielos eran como la cúpula (πνιγεύς) de un horno que cubre la Tierra.